# الجودلة (ذي السفال)

تعديل مصدري - تعديل

الجودلة محلة تابعة لقرية ريدة، التابعة لعزلة ريده ورياد بمديرية ذي السفال إحدى مديريات محافظة إب في الجمهورية اليمنية، بلغ تعداد سكانها 75 حسب تعداد اليمن لعام 2004.